# Love really hurts without you
Love really hurts without you is een nummer van de Britse muzikant Billy Ocean. Het nummer verscheen eind januari 1976 op single en is afkomstig van zijn titelloze debuutalbum uit hetzelfde jaar. Het was tevens Oceans' eerste single uitgebracht onder die naam. Ocean bracht al wel eerder een single uit, maar dan onder zijn eigen naam Leslie Charles.

## Achtergrond
Debuut of niet, Love really hurts without you haalde in veel landen succes. Zowel album als single verscheen op GTO Records, dat in Nederland en België werd gedistribueerd door Polydor. De hoogste notering behaalde de plaat in thuisland het Verenigd Koninkrijk; in tien weken tijd bereikte de plaat de 2e positie in de UK Singles Chart als hoogste notering. 
In Nederland werd de plaat op zaterdag 3 april 1976 verkozen tot de 263e Troetelschijf van de week op Hilversum 3, werd een radiohit in de destijds twee hitlijsten op de nationale publieke popzender en bereikte in zowel de Nederlandse Top 40 als de Nationale Hitparade de 11e positie. In de op Hemelvaartsdag 27 mei 1976 gestarte Europese hitlijst op Hilversum 3, de TROS Europarade, werd géén notering behaald.
In België bereikte de plaat de 6e positie in de voorloper van de Vlaamse Ultratop 50 en de 7e positie in de Vlaamse Radio 2 Top 30. In Wallonië werd de 16e positie behaald.
In november 1986 werd eerst in het Verenigd Koninkrijk en Ierland een dance mix van het nummer uitgebracht onder de naam [1986 Dance Mix]. In maart 1987 werd deze versie op het Europese vasteland op single uitgebracht. De muziekproducent Ben Findon werd later ok de producer van The Nolans.

## Covers
In 2005 nam ska-popband Madness het op; het was bedoeld voor het album The Dangermen Sessions Vol. 1 maar bleef op de plank liggen. Pas in 2010 verscheen het als B-kant van de single Forever Young

## Hitnoteringen

### Nederlandse Top 40
| Hitnotering: 17-04-1976 t/m 22-05-1976 | Hitnotering: 17-04-1976 t/m 22-05-1976 | Hitnotering: 17-04-1976 t/m 22-05-1976 | Hitnotering: 17-04-1976 t/m 22-05-1976 | Hitnotering: 17-04-1976 t/m 22-05-1976 | Hitnotering: 17-04-1976 t/m 22-05-1976 | Hitnotering: 17-04-1976 t/m 22-05-1976 | Hitnotering: 17-04-1976 t/m 22-05-1976 |
| Week:                                  | 1                                      | 2                                      | 3                                      | 4                                      | 5                                      | 6                                      |                                        |
| -------------------------------------- | -------------------------------------- | -------------------------------------- | -------------------------------------- | -------------------------------------- | -------------------------------------- | -------------------------------------- | -------------------------------------- |
| Positie:                               | 26                                     | 16                                     | 13                                     | 11                                     | 22                                     | 39                                     | uit                                    |

### Nationale Hitparade
| Hitnotering: (Week 1 t/m 6) 10-04-1976 t/m 15-05-1976 Hitnotering: (Week 7) 21-03-1976 | Hitnotering: (Week 1 t/m 6) 10-04-1976 t/m 15-05-1976 Hitnotering: (Week 7) 21-03-1976 | Hitnotering: (Week 1 t/m 6) 10-04-1976 t/m 15-05-1976 Hitnotering: (Week 7) 21-03-1976 | Hitnotering: (Week 1 t/m 6) 10-04-1976 t/m 15-05-1976 Hitnotering: (Week 7) 21-03-1976 | Hitnotering: (Week 1 t/m 6) 10-04-1976 t/m 15-05-1976 Hitnotering: (Week 7) 21-03-1976 | Hitnotering: (Week 1 t/m 6) 10-04-1976 t/m 15-05-1976 Hitnotering: (Week 7) 21-03-1976 | Hitnotering: (Week 1 t/m 6) 10-04-1976 t/m 15-05-1976 Hitnotering: (Week 7) 21-03-1976 | Hitnotering: (Week 1 t/m 6) 10-04-1976 t/m 15-05-1976 Hitnotering: (Week 7) 21-03-1976 | Hitnotering: (Week 1 t/m 6) 10-04-1976 t/m 15-05-1976 Hitnotering: (Week 7) 21-03-1976 | Hitnotering: (Week 1 t/m 6) 10-04-1976 t/m 15-05-1976 Hitnotering: (Week 7) 21-03-1976 |
| Week:                                                                                  | 1                                                                                      | 2                                                                                      | 3                                                                                      | 4                                                                                      | 5                                                                                      | 6                                                                                      |                                                                                        | 7                                                                                      |                                                                                        |
| -------------------------------------------------------------------------------------- | -------------------------------------------------------------------------------------- | -------------------------------------------------------------------------------------- | -------------------------------------------------------------------------------------- | -------------------------------------------------------------------------------------- | -------------------------------------------------------------------------------------- | -------------------------------------------------------------------------------------- | -------------------------------------------------------------------------------------- | -------------------------------------------------------------------------------------- | -------------------------------------------------------------------------------------- |
| Positie:                                                                               | 16                                                                                     | 16                                                                                     | 13                                                                                     | 11                                                                                     | 13                                                                                     | 29                                                                                     | uit                                                                                    | 98                                                                                     | uit                                                                                    |

### Vlaamse Radio 2 Top 30
| Positie: | 22 | 10 | 9 | 7 | 8 | 21 | 19 | uit |

### NPO Radio 2 Top 2000
| Nummer met noteringen in de NPO Radio 2 Top 2000 | '05  | '06-'19 | '20  | '21  | '22  | '23  | '24  |
| ------------------------------------------------ | ---- | ------- | ---- | ---- | ---- | ---- | ---- |
| Love really hurts without you                    | 1987 | -       | 1876 | 1700 | 1904 | 1916 | 1802 |

1. ↑  Een '-' betekent dat het nummer niet was genoteerd en een vetgedrukt getal geeft de hoogste notering aan.
2. ↑  2005 was het eerste jaar met een notering voor dit nummer.